# Gare de Brandérion
La gare de Brandérion est une gare ferroviaire française de la ligne de Savenay à Landerneau, située sur le territoire de la commune de Brandérion, à environ un kilomètre du bourg (ZAC de la Gare), dans le département du Morbihan, en région Bretagne.
Elle est mise en service en 1925 par la Compagnie du chemin de fer de Paris à Orléans (PO). 
C'est une halte voyageurs de la SNCF, desservie par des trains régionaux  TER Bretagne.

## Situation ferroviaire
Établie à 25 mètres d'altitude, la gare de Brandérion est située au point kilométrique (PK) 604,120 sur la Ligne de Savenay à Landerneau, entre les gares de Landévant et d'Hennebont.

## Histoire
L'arrivée du chemin de fer sur la commune a lieu, le 26 septembre 1862, lors de la double inauguration : de la ligne de Rennes à Redon et du tronçon, à voie unique, jusqu'à Lorient de la ligne de Savenay à Landerneau de la Compagnie du chemin de fer de Paris à Orléans (PO). La deuxième voie est ouverte en 1900 entre Vannes et Lorient et en 1991 et 1992 a lieu l'électrification de la ligne.
Néanmoins les trains ne font que passer puisqu'il n'y a pas d'arrêt sur le territoire de la commune. Pour prendre le train à la gare de Brandérion, il faut attendre 1925 pour voir aboutir le projet d'une gare initié par le maire Alain de Goulaine, et soutenu par le maire d'Hennebont et le Conseiller Général du Morbihan.
L'ancienne gare est achetée par la commune au début des années 2000, le bâtiment situé à côté de l'ancien passage à niveau maintenant supprimé, est situé à l'extrémité des quais, en direction de Lorient, de la halte SNCF actuelle. On aperçoit sur la partie de l'édifice construit à l'origine comme maison garde barrière, une alternance de briques rouges et de tuffeaus blancs, caractéristique des constructions de la Compagnie du Chemin de fer de Paris à Orléans (PO) lors de l'ouverture de la ligne.

Anciennes installations
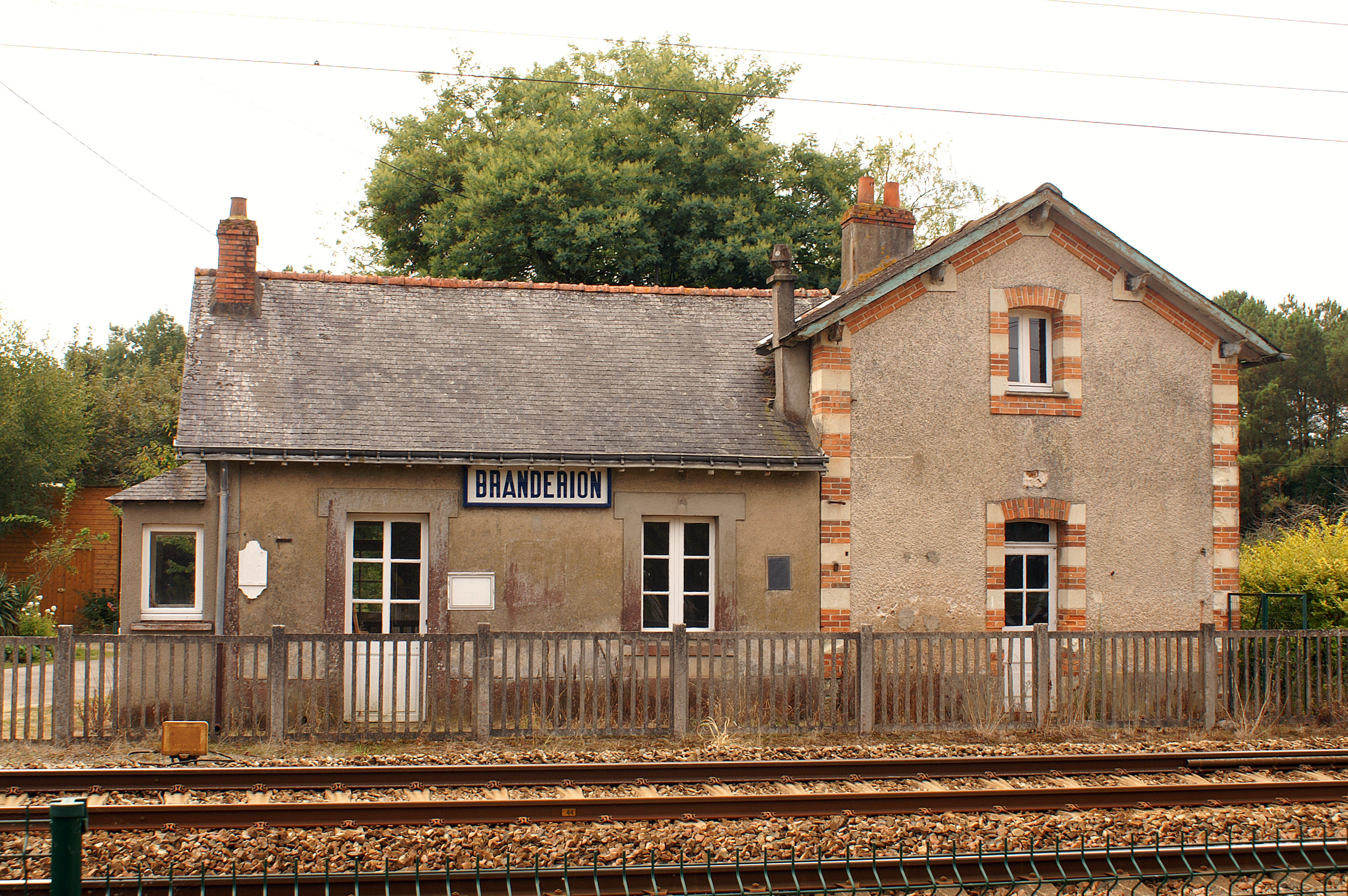
Ancien bâtiment de la gare
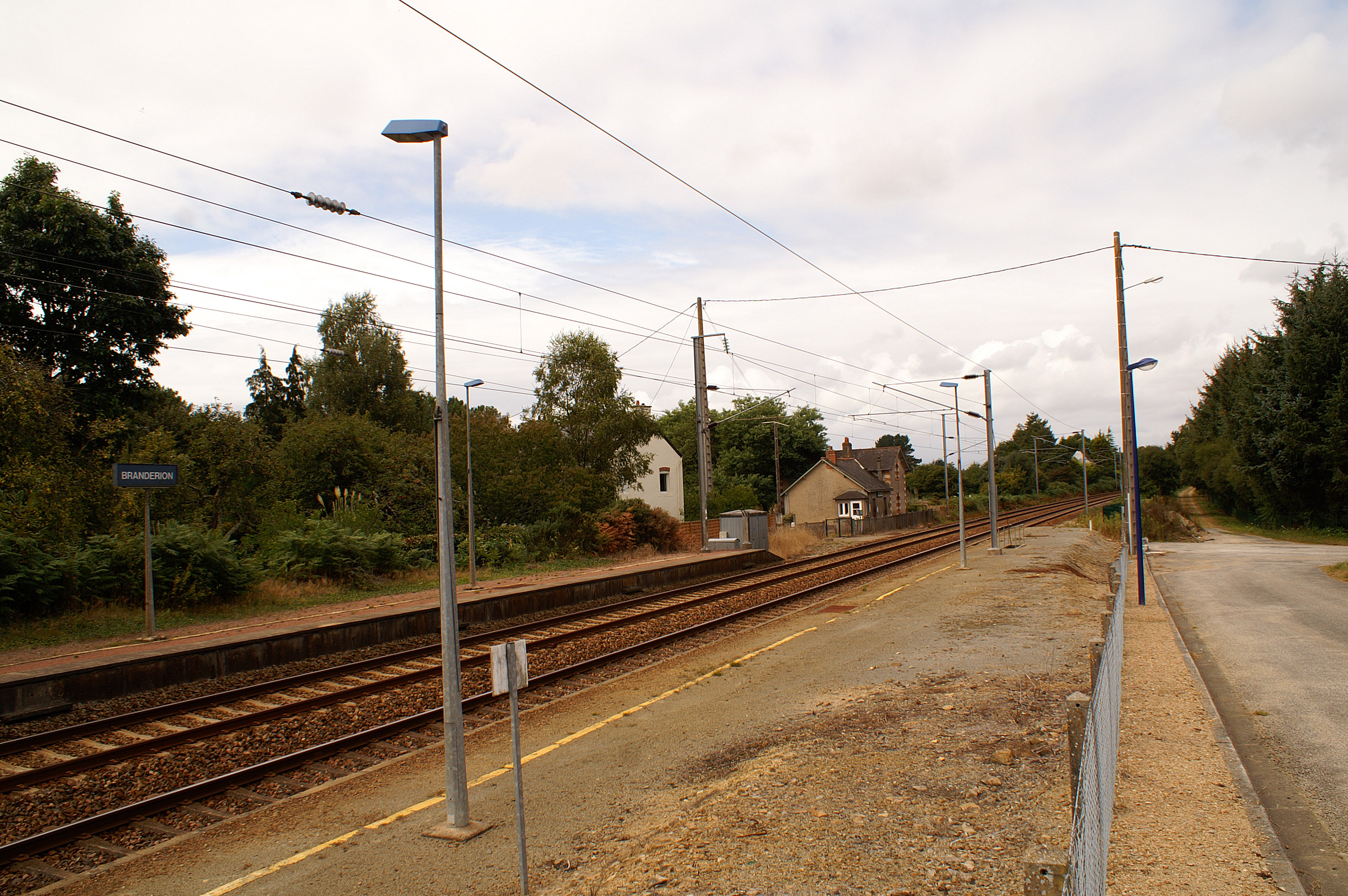
Situation du bâtiment en bout de quai
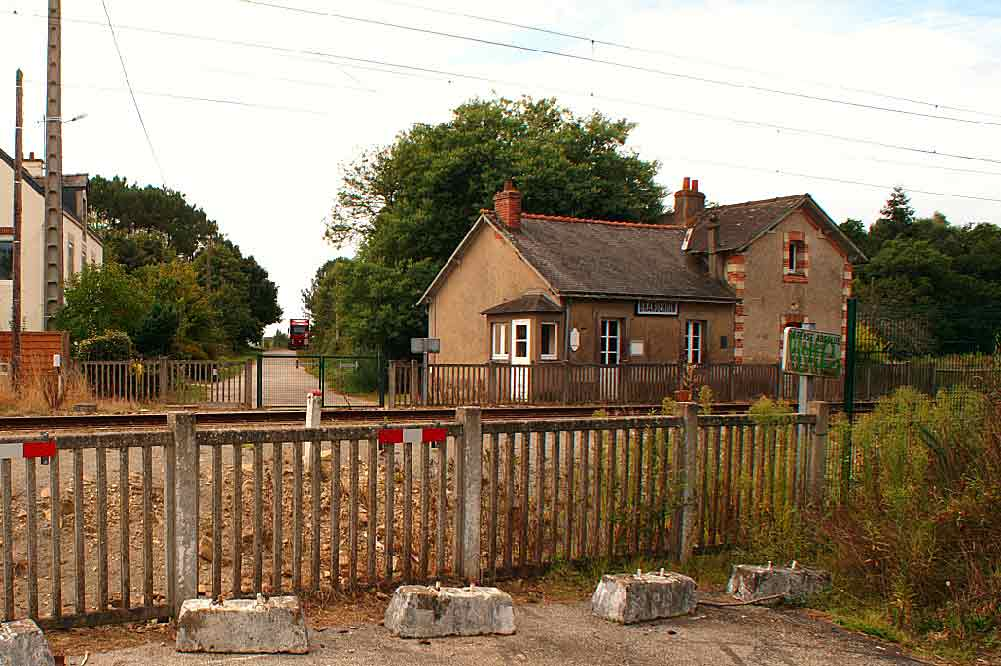
L'ancien passage à niveau

## Service des voyageurs

### Accueil
La Halte SNCF, point d'arrêt non géré (PANG), est en accès libre, les voyageurs ont à leur disposition un abri sur chaque quai, et des indicateurs d'horaires. Le passage d'un quai à l'autre se fait en empruntant les escaliers et le passage sur le pont routier qui a remplacé le passage à niveau.

### Desserte
La halte est desservie par des trains TER Bretagne parcourant la ligne 12 entre la Vannes et la Lorient. Les rames du TGV Atlantique qui circulent sur la ligne sont accessibles en correspondance aux deux gares terminus.

### Intermodalité
La gare est desservie par la ligne de bus 108 de la Compagnie de transport de la région lorientaise (CTRL) ; cette ligne fait la navette avec le bourg qui est desservi par la ligne 34 effectuant la liaison avec la gare d'Hennebont.

La halte en 2009
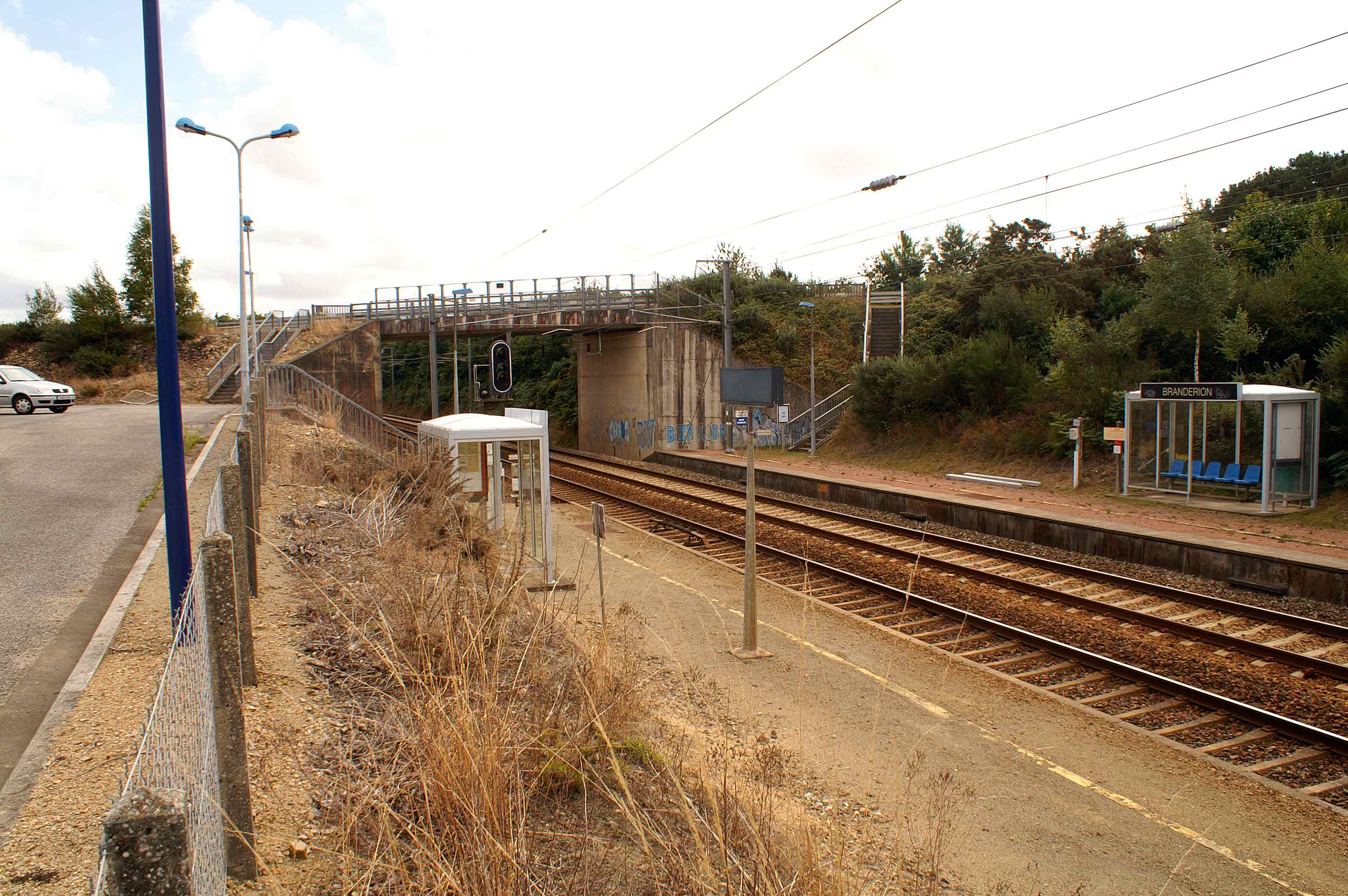
En direction de Vannes le pont qui permet le passage des voies
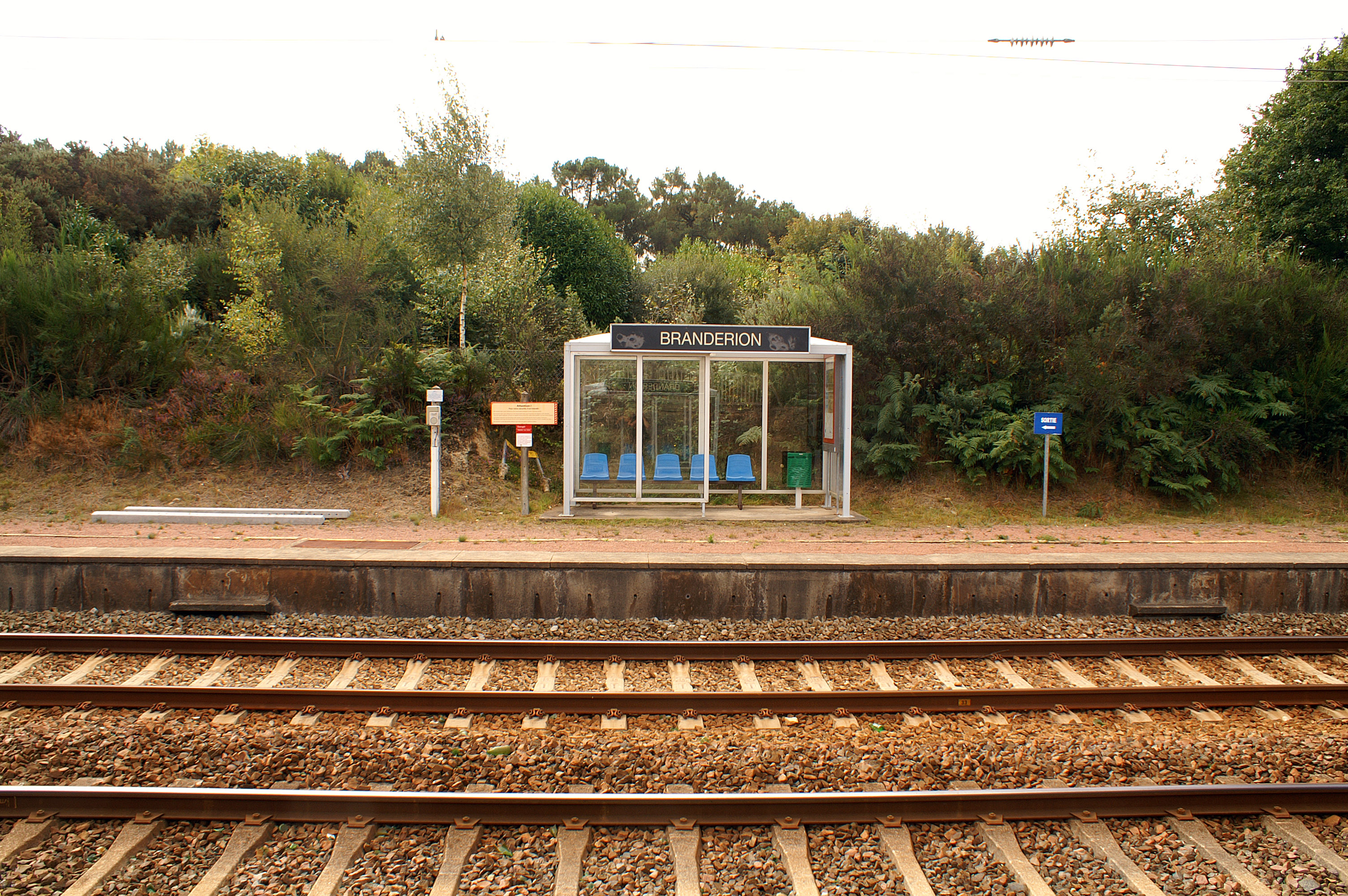
L'un des deux abris TER pour les voyageurs
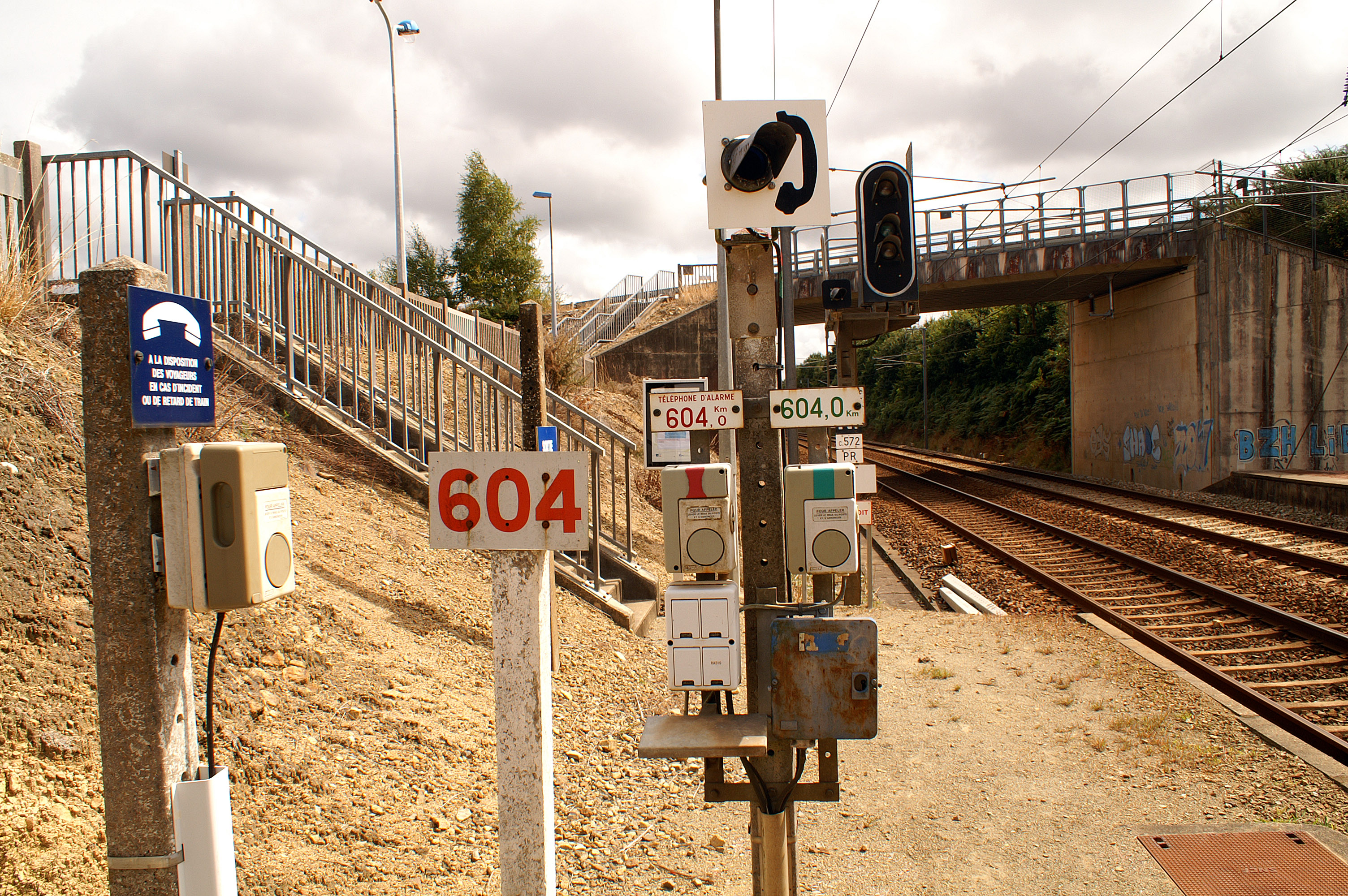
Disposif d'appel pour la sécurité